# Seznam švedskih politikov
Seznam švedskih politikov.

## 13. stoletje
- Earl Birger (1210-1266)

## 15. stoletje
- Karl Knutsson Bonde (1409-1470)
- Sten Sture starejši (1440-1503)

## 16. stoletje
- Svante Nilsson Sture (1460-1512)
- Sten Sture mlajši (1492-1520)
- Christina Gyllenstierna (1494-1559)
- Gustav Vasa (1496-1560)

## 17. stoletje
- Gustav Bonde (1620-1667)
- Per Brahe (1602-1680)
- Magnus Gabriel De la Gardie (1622-1686)
- Kristina Švedska (1626-1689)
- Axel Oxenstierna (1583-1654)
- Bengt Gabrielsson Oxenstierna (1623-1702)
- Gabriel Oxenstierna (1587-1640)
- Johan Oxenstierna (1611-1657)
- Johann Patkul (1660-1707)
- Anders Torstenson (1641-1686)

## 18. stoletje
- Axel von Fersen starejši (1755-1810)
- Hans Reinhold von Fersen (1683-1736)
- Arvid Horn (1664-1742)
- Johan Georg Lilienberg (1713-1798)
- Gustaf Adolf Reuterholm (1756-1813)
- Jacob Magnus Sprengtporten (1727-1786)
- Göran Magnus Sprengtporten (1740-1819)

## 19. stoletje
- Oscar Alin (1846-1900)
- Klas Pontus Arnoldson (1844-1916)
- Nils Magnus Brahe (1790-1844)
- Axel von Fersen (1755-1810)
- Louis De Geer (1818-1896)
- Rudolf Kjellén (1864-1922)
- Carl Gustaf Nordin (1749-1812)
- Gustaf Fredrik Östberg (1847-1924)
- August Palm (1849-1922)
- Fredrik Sterky (1860-1900)

## 20. stoletje
- Per Axel Ahlmark (1939–2018)
- Ernst Åström (1876-1936)
- Hinke Bergegren (1861-1936)
- Carl Berglund (1859–1921)
- Folke Bernadotte (1895-1948)
- Carl Bildt (*1949)
- Agaton Blom (1928-1969)
- Gösta Bohman (1911-1997)
- Hjalmar Branting (1860-1925)
- Ingvar Carlsson (*1934)
- Birgitta Dahl (*1937)
- Nils Edén (1871-1945)
- Carl Gustaf Ekman (1872–1945)
- Gustaf Ekström (1907–1995)
- Lars Engqvist (*1945)
- Elof Eriksson (1883–1965)
- Tage Erlander (1901-1985)
- Thorbjörn Fälldin (1926-2016)
- Kjell-Olof Feldt (*1931)
- Nils Flyg (1891-1943)
- Albert Forslund  (1881-1954)
- Birger Furugård (1887–1961)
- Arne Geijer (1910-1979)
- Gustaf Einar Gustafsson (1914–1995)
- Hilding Hagberg (1899-1993)
- Konrad Hallgren (1891-1962)
- Dag Hammarskjöld (1905-1961)
- Hjalmar Hammarskjöld (1862-1953)
- Felix Hamrin (1875–1937)
- Per Albin Hansson (1884-1946)
- Carl-Henrik "C.-H." Hermansson (1917-2016)
- Lena Hjelm-Wallén (*1943)
- Ulla Hoffmann (*1942)
- Zeth Höglund (1884-1956)
- Hans Karlsson (1909-1963)
- Karl Kilbom (1885-1961)
- Herman Kling (1880-1957)
- Enn Kokk (1937-2019)
- Sven Linderot (1889-1956)
- Carl Lindhagen (1860-1946)
- Sven Olov Lindholm (1903–1998)
- Arvid Lindman (1862-1936)
- Arnold Ljungdal (1901-1968)
- Eliel Löfgren (1872–1940)
- Gustav Möller (1884-1970)
- Alva Myrdal (1902-1986)
- Gunnar Myrdal (1898-1987)
- Jan Myrdal (1927-2020)
- Ture Nerman (1886-1969)
- Bertil Ohlin (1899-1979)
- Lars Ohly (*1957)
- Göran Assar Oredsson
- Vera Oredsson (née Schimanski) (1928-)
- Clas Östberg (1880-1973)
- Olof Palme (1927-1986)
- Axel Pehrsson-Bramstorp (1883–1954)
- Set Persson (1897-1960)
- Thage G. Peterson (*1933)
- Björn Rosengren (*1942)
- Rickard Sandler (1884-1964)
- Pierre Schori (*1938)
- Gudrun Schyman (*1948)
- Hugo Sillén (1892-1971)
- Karin Söder (1928-2015)
- Karl Albert Staaff (1860–1915)
- Gunnar Sträng (1906-1992)
- Ingela Thalén (*1943)
- Margaretha af Ugglas (*1939)
- Ola Ullsten (1931-2018)
- Lars (Helge) Werner (1935-2013)
- Ernst Wigforss (1881-1977)
- Carl Winberg (1867-1954)

## 21. stoletje
- Urban Ahlin (*1964)
- Jimmie Åkesson (*1979)
- Abir Al-Sahlani (*1976)
- Magdalena Andersson (*1967)
- Michael Arthursson (*1958)
- Anti Avsan (*1958)
- Magdalena Avsan (*1954)
- Alice Bah Kuhnke (*1971)
- Ibrahim Baylan (*1972)
- Tobias Billström (* 1973)
- Malin Björk (*1972)
- Jan Björklund (*1962)
- Leni Björklund (*1944)
- Britt Bohlin Olsson (*1956)
- Per Bolund (*1971)
- Anders Borg (*1968)
- Ebba Busch Thor (*1987)
- Margareta Cederfelt (*1959)
- Nooshi Dadgostar (*1985)
- Hans Dahlgren (*1948)
- Lena Ek (*1958)
- Catharina Elmsäter-Svärd (*1963)
- Karin Enström (*1966)
- Peter Eriksson (*1958)
- Thorbjörn Fälldin (1926-2016)
- Haakon Forwald (*1978)
- Laila Freivalds (*1942)
- Gustav Fridolin (*1983)
- Jeanette Gustafsdotter (*1965)
- Jytte Guteland (*1976)
- Göran Hägglund (*1959)
- Thomas Hammarberg (*1942)
- Annika Hirvonen Falk (*1989)
- Lena Hjelm-Wallén (*1943)
- Bo Holmberg (1942-2010)
- Peter Hultqvist (*1958)
- Peter Jeppsson (*1968)
- Morgan Johansson (*1970)
- Olof Johansson (*1937)
- Ylva Johansson (*1964)
- Pål Jonson (* 1972)
- Håkan Juholt (*1962)
- Jan O. Karlsson (1939-2016)
- Mattias Karlsson (*1977)
- Åse Maria Kleveland (*1967)
- Ulf Kristersson (*1963)
- Kjell Larsson (1943–2002)
- Lars Leijonborg (*1949)
- Rebecka LeMoine (*1990)
- Parisa Liljestrand (*1983)
- Amanda Lind (*1980)
- Ann Linde (*1961)
- Anna Lindh (1957-2003)
- Åsa Lindhagen (*1980)
- Stefan Löfven (*1957)
- Annie Lööf (r. Johansson) (*1983)
- Isabella Lövin (*1963)
- Klas Lund (*1968)
- Wanja Lundby-Wedin (*1952)
- Bo Lundgren (*1947)
- Cecilia Malmström (*1968)
- Sissela Nordling Blanco (*1988)
- Andreas Norlén (*1973)
- Pär Nuder (*1942) (*1963)
- Mikael Odenberg (*1953)
- Lars Ohly (*1957)
- Maud Olofsson (*1955)
- Leif Pagrotsky (*1951)
- Marit Paulsen (*1939)
- Johan Pehrson (*1968)
- Göran Persson (*1949)
- Ylva Pettersson (*1969)
- Soraya Post (*1956)
- Romina Pourmokhtari (* 1995)
- Fredrik Reinfeldt (*1965)
- Filippa Reinfeldt (*1967)
- Bosse Ringholm  (*1942)
- Åsa Romson (*1972)
- Nyamko Sabuni (*1969)
- Bo Sahlin (*1962)
- Mona Sahlin (*1957)
- Gudrun Schyman (*1948)
- Jesenko Selimović (*1967)
- Ardalan Shekarabi (*1978)
- Jonas Sjöstedt (*1964)
- Annika Söder (*1955)
- Märta Stenevi (*1976)
- Annika Strandhäll (*1975)
- Gunnar Strömmer (*1972)
- Elisabeth Svantesson (*1967)
- Alf Svensson (*1938)
- Stina Svensson (*1970)
- Björn von Sydow  (*1945)
- Henrik von Sydow (*1976)
- Carl Tham (*1939)
- Karl-Petter Thorwaldsson (1946)
- (Greta Thunberg)
- Tomas Tobé (*1978)
- Sten Tolgfors (*1966)
- Marita Ulvskog (*1951)
- Anders Ygeman (*1970)
- Hans Wallmark (*1965)
- Margot Wallström (*1954)
- Charlie Weimers (*1982)
- Maria Wetterstrand (*1973)
- Kristina Winberg (*1965)

## Švedski diplomati:
- Bernt Wilmar Carlsson (1938–1988)
- Hans Dahlgren
- Harald Edelstam (1913–1989)
- Dag Hammarskjöld
- Hjalmar Hammarskjöld
- Gunnar Jarring

- Arvid Lindman

- Johannes Magnus
- Bengt Rabaeus (1917–2010)

- Carl Snoilsky
- Magnus Vahlquist

- Raoul Wallenberg (Carl-Ivan Danielsson, Per Anger)
- Hans Blix